# Bellosguardo
Bellosguardo là một đô thị (comune) thuộc tỉnh Salerno trong vùng Campania của Ý. Bellosguardo có diện tích 16 km2, dân số là 882 người (thời điểm ngày 1 tháng 5 năm 2009).